# Книга на Мормон
Книгата на Мормон (на английски: The Book of Mormon) е свето писание на Църквата на Исус Христос и светиите от последните дни, както и на още няколко мормонски деноминации (виж мормонизъм), отделили се от нея. Първото издание е публикувано през март 1830 година от Джозеф Смит като „Книгата на Мормон: Летопис писан от ръката на Мормон на плочки взети от плочките на Нефи“. В 1982 година, за да идясни и подчертае целта на книгата Църквата Исус Христос на Светиите от последните дни сменя заглавието на Книгата на Мормон: Друг завет на Исус Христос (The Book of Mormon: Another Testament of Jesus Christ). Според Смит, книгата първоначално била написана на непозната писменост наречена „реформиран египетски“ на златни плочки, които той открил през 1823 и превел. Смит казва, че плочките са били заровени в един хълм близо до неговия дом в Манчестър, Ню Йорк, където той ги открил под напътствието на ангел изпратен от Бог, възкресен древен американски пророк-историк, който се казва Морони.
Книгата на Мормон е най-ранната от основните издания на мормонските вероизповедания. Мормоните смятат книгата не само за свято писание, а и за исторически летопис на взаимодействието между Бог и древните обитатели на Америка, написан от американски пророци от около 2500 години преди Христос до около 400 години след неговото възнесение.
Книгата на Мормон е разделена и се състои от няколко по-малки книги, носещи имената на пророците, които се смятат за техни автори, и в повечето от изданията тези книги са разделени допълнително на глави и стихове. Оригиналният превод на книгата е на английски език, подобен на ранния модерен английски стил намерен в Крал Джеймз изданието на Библията, и е била пълно или отчасти преведена на 108 различни езика, включително и на български. Книгата съдържа няколко съвсем оригинални и отличителни доктрини включително падението на Адам и Ева, естеството на единението, какво става след смъртта, изкупление от физическа и духовна смърт, и организацията на днешната църква.

## Увод в Книгата на Мормон
Според мормоните, Книгата на Мормон е том свято писание, подобно на Библията. Тя е летопис за взаимоотношенията на Бога с древните обитатели на Северна и Южна Америка и съдържа пълнотата на вечното Евангелие.
Книгата е написана от множество древни пророци, чрез духа на пророчеството и откровението. Техните слова записани на златни плочи, са цитирани и съкратени от пророка-историк наречен Мормон. Летописът разказва за две велики цивилизации. Едната от тях идва през 600 г. пр.Хр. от Ерусалим и впоследствие се разделя на два народа, известни като нефити и ламанити. Другата идва много по-рано, когато Господ обърква езиците на людете при Вавилонската кула. Тази народностна група е известна като яредити. След хиляди години всички са унищожени с изключение на ламанитите, които се смятат за главните прадеди на американските индианци.
Върховното събитие отбелязано в Книгата на Мормон, е личното служение на Господ Исус Христос сред нефитите след неговото Възкресение. Тя излага ученията на Евангелието, очертава плана за спасение и казва на хората какво трябва да направят, за да постигнат мир в този живот и вечно спасение в идния живот.
След като Мормон завършва своите писания, той предава разказа на сина си Мороний, който прибавя няколко слова от себе си и скрива плочите на хълма Кумора. На 21 септември 1823 г. същият този Мороний, прославен и възкресен, се явява на пророка Джозеф Смит и го наставлява относно древния летопис и неговото предопределено превеждане на английски език.
Плочите са предоставени своевременно на Джозеф Смит, който ги превежда чрез дарбата и силата Божия. Летописът вече е издаден на много езици като ново, допълнително свидетелство, че Исус Христос е Син на живия Бог и че всички, които дойдат при Него и се подчиняват на законите и обредите на Евангелието Му, могат да бъдат спасени.
Относно този летопис пророкът Джозеф Смит казва: „Казах на братята, че книгата на Мормон е най-вярната от всички книги на земята, че тя е ключовият камък на религията ни и че човек се приближава по-близо до Бога, спазвайки нейните наставления, отколкото чрез която и да било друга книга.“
Господ се погрижи, освен Джозеф Смит още единадесет мъже да видят златните плочи и да станат особени свидетели за истинността и божествеността на Книгата на Мормон. Техните писмени показания са включени тук като „Свидетелството на тримата очевидци“ и „Свидетелството на осемте очевидци.“

## Произход
Джозеф Смит твърди, че когато бил на 17 години ангел, на име Морони, му се явил и му казал, че сборник древни писания, издълбан на златни плочки от древни пророци, е заровен в един близък хълм в района на Уейн Каунти, Ню Йорк. Писанията разказват за народ който Бог завел от Йерусалим до Западното полукълбо 600 години преди раждането на Исус Христос. Според разказа, Морони бил последният пророк на този народ, и той заровил книгата след като Бог обещал да я открие на света в последните дни. Смит казва, че му е било заповядано да се връща до хълма всяка година на 22 септември за повече наставления и че след 4 години, през 1827, той трябва да вземе плочките и да ги преведе.
Първото публикувано описание от Смит за плочките казва, че те „имаха изглед на злато“, а Мартин Харис (преписвач за Смит) ги описва като „завързани във вид на книга с жици.“ Смит наричал писмото на плочките „реформиран Египетски.“ A една част от писанията била „запечатана“ според неговото описание, и затова не била включена в Книгата на Мормон. В допълнение на описанието на Смит за плочките, единайсет други подписали писмени клетвени декларации, че те също са видели и държали плочите лично. Техните писмени свидетелства са познати като Свидетелството на Тримата Очевидци и Свидетелството на Осемте Очевидци Тези декларации са публикувани като част от въведението на Книгата на Мормон.
Смит осигурил помощта на един негов съсед, Мартин Харис, който после ипотекирал земята си да финансира публикуването на книгата, като преписвач в първата част на превеждането. В 1828 Харис, под влиянието на жена си, Люси, нееднократно искал от Смит да вземе страниците които вече били преведени. Смит неохотно се съгласил. Смята се че Люси Харис е откраднала тези страници. След загубата, Смит отбелязва, че той е изгубил способността да превежда и че Морони взел плочките обратно и ги върнал едва след като Смит се покаял. След това Смит казва, че Бог му позволил да започне пак да превежда, но му заповядал да започне от друга част на плочките. В 1829, с помощта на Оливер Каудри, работата започнала отново и свършила забележително бързо (април – юни 1829). Смит казва, че той тогава върнал плочките на ангела Морони, а преведената книгата била публикувана.

## Критика
Критиците на Книгата на Мормон претендират, че книгата е измислена от Джозеф Смит, или че части от нея били взети от книги съществуващи по времето на Смит, в обсега на Библията, The Wonders of Nature, View of the Hebrews, и един непубликуван документ от Соломон Спаулдинг.
Някои последователи на мормонизма, поради липсата на убедителни археологически доказателства, са приели компромисното становище, че книгата може да е написана от Смит, но при все това била написана чрез божествено вдъхновение. Повечето мормони приемат становището на Смит, че тя е буквален исторически летопис.

### Заглавието
Смит казва че заглавната страница, и както може да се предполага действителното заглавие на изданието на книгата от 1830, идва от превода на последната от златните плочи, която била написана от пророка-историк Морони. Заглавната страница свидетелства за целта на книгата да „покаже на остатъка от дома Израилев великите дела, които Господ е извършил за бащите им;... и за убеждаването на юдеин и езичник, че Исус е Христос, Вечният Бог, Който се показва на всички народи.“

### Организация
Книгата на Мормон е съставена от по-малки книги, всяка именувана или от говорителя, или от важен ръководител, започвайки с 1 Нефи и свършвайки с Книгата на Мороний.
Редът на книгата принципно е хронологичен според разказа. Изключения са Словата на Мормон и Книгата на Етер. Словата на Мормон съдържат редакторски коментар от Мормон. Книгата на Етер представлява летопис на народ дошъл на Американския континент по-ранно от преселването описано в 1 Нефи. От 1 Нефи до Омни разказът е в първо лице, както са и Книгите на Мормон и Мороний. Останалата част е в трето лице, защото е била подбрана и съкратена от Мормон (освен Книгата на Етер, която била съкратена от Мороний).
Повечето модерни издания на книгата са разделени в глави и стихове. Повечето издания също съдържат допълнителна информация, включваща Свидетелството на Тримата Очевидци и Свидетелството на Осемте Очевидци, които са свидетелски показания от мъже които твърдят, че са видели златните плочи с Джозеф Смит и потвърждават, че плочите съществуват.

### Хронология
Книгите от 1 Нефи до Омни били взети от „малките плочи на Нефи“ Този летопис започва в древен Йерусалим около 600 години преди Христос. Той съдържа разказа на човек на име Лехий, неговото семейство, и още няколко души които са изведени от Бог от Йерусалим малко преди градът да бъде завзет от Вавилон през 586 пр. Хр. Книгата описва тяхното пътуване през Арабския полуостров, и след това към обетованата земя, в Америка, с кораб. Тези книги описват делата на този народ от 600 пр. Хр. до 130 пр. Хр. През това време народът се разцепва на две части, известни като Нефитите и Ламанитите. Впоследствие тези народи често воюват помежду си.
След този раздел идват Словата на Мормон. Тази малка книга, написана през 385 сл. Хр. от пророка Мормон, е кратко въведение към книгите на Мосия, Алма, Еламан, 3 Нефи, и 4 Нефи.

## Историческата обстановка около създаването на Книгата на Мормон
Още преди появяването на Книгата на Мормон са били публикувани истории, подобни на тези съдържащи се в нея. Следва да бъдат отбелязвани именно тези източници.
- Пенсионираният свещеник Соломон Сполдинг още през 1810 г. издава роман със заглавие Manuscript Story (Ръкописна история), а по-късно подготвя за печат продължението на романа със заглавие Manuscript Found (Намерен ръкопис). Продължението обаче е било откраднато от печатницата.
- Книгата на Етан Смит View of the Hebrews (Поглед за евреите) излиза от печат през 1823 г. в градчето, където живее ключова фигура от ранния мормонизъм, Оливър Коудъри. Романът разказва за еврейския произход на индианците, за древни индиански пророци, за ръкописи, заровени на американска земя.

Официалното мормонско становище представя Джозеф Смит като неуко, селско момче, лишено от образованието да напише сам грандиозна творба от типа на Книгата на Мормон, и мормоните използват този аргумент за подчертаване на божествения произход на книгата.

## Научна критика
Книгата на Мормон е подложена на научни критики чак през 20 век. Книгата съдържа доста научни факти, които съвременната наука анализира.
Според Книгата на Мормон в Америка е имало огромно население, с огромни градове, пътища, сгради. Само при избиването на яредитите броят на жертвите е към 2 милиона. Въпреки това не е намерено много археологично доказателство за всичко това. В началото на 20 век учени са се опитвали да идентифицират народа от Книгата на Мормон с ацтеките или маите.
Едно изследване използвайки Модерната ДНК-наука твърди, че американските индианци не са от семитски произход.
Книгата на Мормон споменава и множество растения и животни, традиционно непознати в Америка преди ерата на Христофор Колумб. В Книгата на Мормон срещаме коне, кози, и така нататък.
Книгата на Мормон говори за използването на стомана и желязо. В миналото тя е много критикувана, че стоманата по това време още не е било произвеждана. Обаче находката на нож при археологически разкопки в Каман-Калехоюк (Kaman-Kalehöyük) в Турция е доказателство за произвеждането на стомана през осемнайсети век преди Христа.

## Обещанието на Мороний
Последният писател на Книгата на Мормон Мороний обещава, че всеки, който прочете книгата и попита Бог в молитва в името на Христа дали книгата е истинна, и го направи с искрено сърце, с истинско намерение и вярвайки в Христа, ще узнае истината за нея чрез силата на Светия Дух. Затова, Църквата на Исус Христос на светиите от последните дни (вярвана от членовете ѝ като истинската църква на Исус Христос, възстановена от Джозеф Смит) предлагат безплатен екземпляри на Книгата на Мормон, за да може всеки да я прочете.